# Décembre 1981

## Événements
- 4 décembre : 
  - Indépendance du homeland du Ciskei, non reconnue par la communauté internationale.
  - Création de l’Intelligence Community.

- 5 décembre : au Cambodge, Chan Sy est nommé Premier ministre.

- 9 décembre : arrestation du journaliste noir Mumia Abu-Jamal.

- 10 décembre[1] : l’Espagne adhère à l’alliance Atlantique et à l’OTAN.

- 10 - 12 décembre : massacre de centaines de civils à El Mozote (es) par les forces gouvernementales du Salvador.

- 11 décembre : élection de Javier Pérez de Cuéllar au poste de secrétaire général des Nations unies[2].

- 13 décembre : instauration de l’état de siège en Pologne par Wojciech Jaruzelski, peut être pour éviter l’intervention soviétique directe (fin en 1983). Solidarność est dissout, Lech Wałęsa et plus de 6 000 militants du syndicat sont arrêtés et emprisonnés. Toute opposition est réprimée. Le parti limoge les communistes réformistes.

- 14 décembre : Israël profite de la division du monde arabe par annexer le plateau du Golan syrien en dépit des protestations internationales.

- 17 décembre : enlèvement par les Brigades rouges du général américain de l’OTAN, James L. Dozier (en), libéré le 28 janvier 1982 à Padoue.

- 21 décembre : création d’une zone de commerce préférentiel (PTA) par neuf États d’Afrique Australe et Orientale[3].

- 23 décembre : sanctions américaines contre la Pologne, puis contre l’URSS le 29.

- 27 décembre : fondation à Pékin (Chine) de l’« Amicale nationale des compatriotes de Taïwan », organisation populaire patriotique des Taïwanais de diverses ethnies vivant sur le continent.

- 31 décembre : coup d’État militaire du lieutenant Jerry Rawlings au Ghana.

## Naissances
- 1er décembre : Francia Márquez, militante afro-colombienne.
- 2 décembre : Britney Spears, chanteuse américaine.
- 3 décembre : David Villa, footballeur espagnol.
- 5 décembre : Adan Canto, acteur mexicain († 9 janvier 2024).
- 9 décembre : Kémi Séba, activiste et essayiste béninois.
- 13 décembre : Amy Lynn Lee, chanteuse américaine.
- 15 décembre :
  - Thomas Herrion, joueur de football américain (mort en 2005).
  - Najoua Belyzel, chanteuse française.
- 20 décembre : Adrien Jolivet, acteur, chanteur, guitariste et compositeur français.
- 25 décembre : La Fouine, rappeur français.
- 30 décembre : 
  - Cédric Carrasso, footballeur français.
  - Louise Monot, actrice française.

## Décès
- 27 décembre : Hoagy Carmichael, acteur américain (° 22 novembre 1899).
- 28 décembre : Bram Van Velde peintre néerlandais (° 19 octobre 1895).